# Joachim Baur

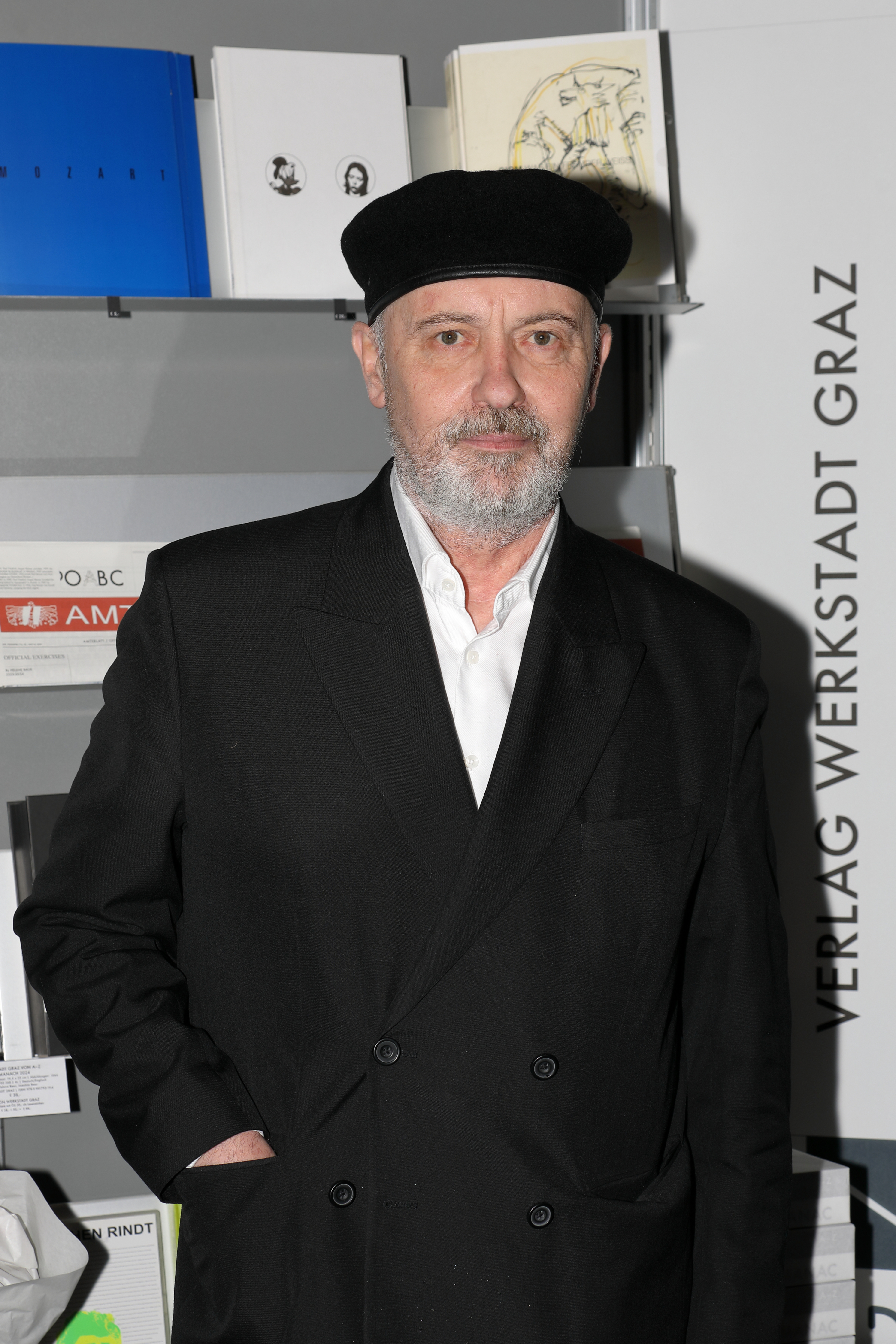
Joachim Baur auf der Buch Wien 2024

Joachim Baur (* 5. Dezember 1957 in Judenburg) ist ein österreichischer bildender Künstler.

## Leben und Werk
Baur besuchte von 1973 bis 1978 eine HTBLA in Graz. Während der Schulzeit absolvierte er 1976 ein Praktikum für künstlerische Industriefotografie und im gleichen Jahr das Seminar Videokunst im AVZ GRAZ (Audiovisuelles Zentrum). Ab 1991 hatte er zahlreiche Gastvorträge & Gastseminare, unter anderem bei der Technischen Universität in Graz, der Ernst-Moritz-Arndt-Universität in Greifswald und der privaten Alfred University in New York.

## Anerkennungen und Preise
- 1983: Landeskunstpreis Steiermark (Werkempfehlung)
- 1991: Hartberger Kunstpreis (2. Preis)[2]
- 1993: Staatsstipendium für Bildende Kunst
- 1994: Kunstförderungspreis der Stadt Graz
- 1998: Hanns-Koren-Kulturpreis des Landes Steiermark
- 2001: Landeskunstpreis Steiermark für zeitgenössische bildende Kunst
- 2015: Großes Ehrenzeichen des Landes Steiermark[3]